# The Hype (группа)
The Hype — группа, созданная Дэвидом Боуи в 1970 году. Первоначально называлась «The David Bowie Band», в частности её так объявили во время первого выступления коллектива в лондонском клубе Roundhouse, 22 февраля 1970 года. Второй концерт группы, 23 февраля в клубе Streatham Arms (Лондоне), прошел под заголовком «Harry the Butcher», а на третьем концерте они были объявлены как «David Bowie’s New Electric Band» с подзаголовком «So New They Haven’t Got A Name Yet». 17 июля 1970 года они должны были выступать в клубе Fickle Pickle (Уэстклифф-он-Си), под названием «Debut of David Bowie with Harry The Butcher».
В конце концов Боуи остановился на названии «The Hype». «Телефонный звонок вызвал дискуссию о том, как мы себя назовём, со случайным замечанием: „Все это просто одна большая шумиха (big hype)“ — оно натолкнуло нас на название, которое казалось подходящим». Группе приписывают вклад в формировании глэмовой-сцены в 1970-х.

## История
Группа была создана в феврале 1970 года когда Дэвиду Боуи понадобилась аккомпанирующий состав для записи альбома The Man Who Sold the World. Первым был приглашён Джон Кембридж, после чего Тони Висконти вызвался исполнять обязанности бас-гитариста. Затем Кембридж рекомендовал своего друга Мика Ронсона в качестве гитариста, который дебютировал когда они выступили в Roundhouse на разогреве у группы Ноэля Реддинга Fat Mattress 22 февраля 1970 года.
5 февраля 1970 года в воскресном шоу Джона Пила на BBC Radio 1 The Hype дебютировали в прямом эфире после сольного исполнения Боуи песни «The Width of a Circle», за которой последовали «Janine» «Wild Eyed Boy from Freecloud», «Unwashed and Somewhat Slightly Dazed», «Fill Your Heart», «I’m Waiting for the Man», «The Prettiest Star», «Cygnet Committee» и «Memory of a Free Festival». В том же месяце The Hype подписали контракт с Mercury Records.
Их первое выступление было плохо встречено публикой, над группой смеялись и издевались, когда они уходили со сцены. Тони Висконти вспоминал: «Мы играли концерт в Roundhouse, в Лондоне и решили: надо как-то выделиться — давайте не будем на сцене в обычных рубашках, джинсах, с длинными волосами, как делают все. Все участники надели новаторские, эпатажные костюмы. «На нас даже не шикали, это был самый неудачный вечер в нашей жизни, потому что мы собой гордились, а никто даже не смотрел на сцену, так что всё было зря. Но, насколько я помню, это было чудесное шоу, для меня начался театр (смеётся)», — продолжал Боуи. «Думаю, для Дэвида это был знаменательный вечер, по моей теории именно тогда всё и началось, The Hype определённо стала предшественницей группы The Spiders from Mars»

## Участники группы
- Дэвид Боуи, он же Space Star/Rainbowman — вокал, 12-струнная гитара
- Мик Ронсон, он же Gangsterman — электрогитара Les Paul
- Тони Висконти, он же Hypeman — бас-гитара, вокал
- Джон Кембридж, он же Cowboyman — ударные (до апреля 1970 г.)
- Мик «Вуди» Вудманси — ударные (с апреля 1970 г.)
- Бенни Маршалл — вокал, губная гармоника (с ноября 1970 г.)